# Saint-Michel-en-l'Herm
Saint-Michel-en-l'Herm és un municipi francès situat al departament de Vendée i a la regió de País del Loira. L'any 2007 tenia 2.010 habitants.

## Demografia

### Població
El 2007 la població de fet de Saint-Michel-en-l'Herm era de 2.010 persones. Hi havia 920 famílies de les quals 264 eren unipersonals (91 homes vivint sols i 173 dones vivint soles), 400 parelles sense fills, 211 parelles amb fills i 45 famílies monoparentals amb fills.
La població ha evolucionat segons el següent gràfic:
Habitants censats

### Habitatges
El 2007 hi havia 1.444 habitatges, 924 eren l'habitatge principal de la família, 422 eren segones residències i 99 estaven desocupats. 1.228 eren cases i 65 eren apartaments. Dels 924 habitatges principals, 738 estaven ocupats pels seus propietaris, 163 estaven llogats i ocupats pels llogaters i 23 estaven cedits a títol gratuït; 6 tenien una cambra, 50 en tenien dues, 184 en tenien tres, 258 en tenien quatre i 426 en tenien cinc o més. 740 habitatges disposaven pel capbaix d'una plaça de pàrquing. A 507 habitatges hi havia un automòbil i a 306 n'hi havia dos o més.

### Piràmide de població
La piràmide de població per edats i sexe el 2009 era:
| Homes | Edats   | Dones |
| ----- | ------- | ----- |
| 0     | 95 o +  | 0     |
| 4     | 90 a 94 | 12    |
| 16    | 85 a 89 | 24    |
| 20    | 80 a 84 | 12    |
| 52    | 75 a 79 | 72    |
| 52    | 70 a 74 | 68    |
| 76    | 65 a 69 | 92    |
| 76    | 60 a 64 | 88    |
| 60    | 55 a 59 | 56    |
| 60    | 50 a 54 | 68    |
| 76    | 45 a 49 | 84    |
| 56    | 40 a 44 | 40    |
| 52    | 35 a 39 | 52    |
| 44    | 30 a 34 | 44    |
| 44    | 25 a 29 | 24    |
| 60    | 20 a 24 | 52    |
| 68    | 15 a 19 | 56    |
| 72    | 10 a 14 | 44    |
| 36    | 5 a 9   | 36    |
| 32    | 0 a 4   | 32    |

## Economia
El 2007 la població en edat de treballar era de 1.181 persones, 796 eren actives i 385 eren inactives. De les 796 persones actives 697 estaven ocupades (396 homes i 301 dones) i 99 estaven aturades (31 homes i 68 dones). De les 385 persones inactives 205 estaven jubilades, 63 estaven estudiant i 117 estaven classificades com a «altres inactius».

### Ingressos
El 2009 a Saint-Michel-en-l'Herm hi havia 1.034 unitats fiscals que integraven 2.261,5 persones, la mediana anual d'ingressos fiscals per persona era de 16.808 €.

### Activitats econòmiques
Dels 88 establiments que hi havia el 2007, 1 era d'una empresa extractiva, 4 d'empreses alimentàries, 1 d'una empresa de fabricació de material elèctric, 3 d'empreses de fabricació d'altres productes industrials, 16 d'empreses de construcció, 16 d'empreses de comerç i reparació d'automòbils, 6 d'empreses de transport, 7 d'empreses d'hostatgeria i restauració, 1 d'una empresa d'informació i comunicació, 4 d'empreses financeres, 5 d'empreses immobiliàries, 14 d'empreses de serveis, 8 d'entitats de l'administració pública i 2 d'empreses classificades com a «altres activitats de serveis».
Dels 31 establiments de servei als particulars que hi havia el 2009, 1 era una gendarmeria, 1 oficina de correu, 2 oficines bancàries, 2 tallers de reparació d'automòbils i de material agrícola, 3 paletes, 6 guixaires pintors, 3 fusteries, 3 lampisteries, 1 electricista, 2 perruqueries, 1 veterinari, 3 restaurants i 3 agències immobiliàries.
Dels 8 establiments comercials que hi havia el 2009, 1 era un supermercat, 2 fleques, 1 una carnisseria, 1 una llibreria, 1 una botiga d'electrodomèstics, 1 un drogueria i 1 una floristeria.
L'any 2000 a Saint-Michel-en-l'Herm hi havia 46 explotacions agrícoles que ocupaven un total de 4.480 hectàrees.

## Equipaments sanitaris i escolars
El 2009 hi havia 1 centre de salut, 1 farmàcia i 1 ambulància.
El 2009 hi havia 2 escoles elementals. Saint-Michel-en-l'Herm disposava d'un col·legi d'educació secundària amb 260 alumnes.

## Poblacions més properes
El següent diagrama mostra les poblacions més properes.